# Szindikátus (X-akták)

A Szindikátus tagjai 1973-ból. Balról jobbra: a Cigarettázó Férfi, William Mulder, Victor Klemper, Elder, Deep Throat, A harmadik Elder, Ápolt Körmű Férfi

A Szindikátus az X-akták sorozatban és az ebből készült mozifilmben megjelent szervezet, árnyékkormány, melynek tagjai magas beosztásban lévő emberek, akik feladata a földönkívüli élet, illetve a velük kötött megállapodás eltitkolása az emberek elől. Tagjai az emberiség megmentésén dolgoztak, azonban eszközeik (gyilkosságok, emberek erőszakos elrablása, embereken végzett genetikai kísérletek, azok beleegyezése nélkül, információkontroll) miatt a sorozatban negatív színben tűntek fel.
Egyik tagja, az Ápolt Körmű Férfi jellemzésében a Szindikátus egy olyan konzorcium, amely különböző globális érdekeket képvisel.

## Szervezete
Operációs bázisa a New York-i 46. utcában helyezkedik el, innen irányítják a Szindikátus tagjai egy összehívott gyűlésük folyamán az irányításuk alá tartozó intézményeket és személyeket.
A társaság vezetése alá tartozó a sorozatban megemlített kutatóbázisok helyei, illetve a Szindikátus találkozóhelyei:
- találkozóhely (46. utca) New York, New York, Amerikai Egyesült Államok[2]
- El Rico légierő bázis, Maryland, Amerikai Egyesült Államok[3]
- April Légierő bázis, Kalifornia, Amerikai Egyesült Államok[4]
- kutatóközpont, Arizona, Amerikai Egyesült Államok [3]
- kutatóközpont, Új-Mexikó, Amerikai Egyesült Államok[3]
- 555 Brookabank sugárút, (a Cigarettázó Férfi lakása), Washington, Maryland, Amerikai Egyesült Államok[5]
- találkozóhely, London, Anglia, Egyesült Királyság[6]
- találkozóhely, Summerset, Anglia, Egyesült Királyság[6]
- Foum Tataouine (Strughold kukoricafarmja), Tunézia[6]

A Szindikátus vezetője Conrad Strughold az X-akták – Szállj harcba a jövő ellen mozifilmben tűnt csak fel, hiszen a javarészt az Amerikai Egyesült Államok területén játszódó sorozatban nem jelenhetett meg, mert családja náci múltja miatt nem léphette át az Egyesült Államok határát, így a filmben egy londoni találkozóhelyen ült össze a Szindikátus.

## Története
|  | Alább a cselekmény részletei következnek! |

Az 1947-es roswelli eset után kitudódott, hogy egy földönkívüli faj, mely korábban a Föld bolygó eredeti őslakosa volt, akik egy eljegesedés miatt voltak kénytelenek elhagyni a bolygót, vissza akarnak térni a bolygóra, ezzel magával hozva az emberiség pusztulását, a holokausztot. Ezt követően befolyásos férfiak csoportja lepaktált az ún. kolonistákkal. A megegyezés pontjai, melyekkel késleltethették az inváziót:
- A Szindikátusnak ki kell fejlesztenie egy idegen-ember hibridet.
- A sikeres hibridizációs program után maguknak és családjaiknak is hibridekké kell válniuk.
- A Szindikátus minden tagjának egy családtagot kell adnia kísérleti célokra az idegeneknek – megpecsételvén a megállapodást.

A megállapodás és a családtagok átadása után az El Rico légi bázison a földönkívüliek egy embriót bocsátottak a Szindikátus rendelkezésére, amely genomjával beindíthatták a hibridizációs programot. Bill Mulder, Fox Mulder apjának javaslata alapján az embrió DNS-ét a Fekete Olaj, a földönkívüli vírus elleni vakcina kifejlesztésére fordították, így az eredeti megállapodás mögött titokban a Szindikátus megkezdte a kolonizáció elleni ellenállást.
1999 februárjában azonban Dr. Opershaw kísérletei alapján sikerült megalkotni az első földönkívüli-ember hibridet, a Cigarettázó Férfi feleségéből, Cassandra Spenderből. A hibridizációs program végeztével az idegenek egy lázadó csoportja, az Arcnélküli Emberek támadásokat indítottak a Szindikátus kutatóbázisai ellen, mint az arizonai és az új-mexikói. A korai siker és az új fenyegetés ellentéteket szült a Szindikátuson belül, mivel egyes tagok szövetkezni akartak a lázadókkal, hogy így biztosítsák túlélésüket, azonban a Cigarettázó Férfi ragaszkodott hozzá, hogy – mivel Bill Mulder ötlete nem sikerült, mivel a vakcina kifejlesztése csődöt mondott – maradjanak az eredeti tervnél, azaz, hogy Cassandra révén hibridekként mindannyian túlélhetik a kolonizációt.
Cassandra Spender átadásakor azonban az Arcnélküliek megtámadták az összegyűlt Szindikátust, és a Cigarettázó Férfi – aki egy autóval elmenekült a helyszínről – és Alex Krycek – aki nem volt a helyszínen – kivételével leszámoltak az összeesküvők teljes társaságával. A csoport bukásával a földönkívüli-ember hibrid szuperkatonák vették át a korábbi társaság szerepét, az Új Szindikátus pedig megkezdte a Mulder és Scully utáni vadászatot, mely még a sorozat utolsó részéig folytatódott.
|  | Itt a vége a cselekmény részletezésének! |

## Főbb tevékenységi körei
- A földön kívüli élet titokban tartása.
- A Fekete Olaj elleni vakcina kifejlesztése, az emberiség megmentése
- A Földönkívüli  és az emberi génállomány egyesítése.

## Tagjai
Az egyes tagok alárendeltjei a tagok nevei alatt.
- Conrad Strughold, a Szindikátus vezetője
- a Cigarettázó Férfi, befolyásos tag, az orgyilkosságok fő irányítója
  - Alex Krycek, a Szindikátus egyik orgyilkosa, később kettős ügynök
  - Marita Covarrubias, ENSZ titkár
  - Scott Blevins, az FBI igazgatója
  - X (Muldernek kiadott információi miatt a Cigarettázó Férfi meggyilkoltatta)
  - a Rövidhajú Férfi, orgyilkos
  - az Ősz-Hajú Férfi, orgyilkos (A Kövér Férfi is alkalmazta)
  - a Spanyol Férfi (Luis Cardinal), orgyilkos
  - a Fekete-Hajú Férfi, orgyilkos
- az Ápolt körmű Férfi, befolyásos tag (felrobbant a saját autójában, miután Fox Muldernek elárulta egy arktikai kutatóállomás koordinátáit)[8]
- William „Bill” Mulder, kilépett (később a Cigarettázó Férfi gyilkoltatta meg, miután fiának információkat akart kiadni korábbi munkájáról)
- Deep Throat alias Ronald, a Szindikátus „hazudozója”,[9] az információkontroll és a fedőtörténet publikálásának fő irányítója (később korábbi tetteit jóvá teendő Muldernek titkos információkat adott ki az első évad során, amiért a Cigarettázó Férfi embere meggyilkolta)
- Victor Klemper, korábbi náci tudós, (Muldernek kiadott információi miatt az Ápolt Körmű Férfi meggyilkoltatta)
- Alvin Kurtzweil, kilépett (Muldernek kiadott információi miatt az Ápolt körmű férfi meggyilkoltatta)
- a Kövér férfi (Első Elder)
  - Csendes Willy, orgyilkos
  - Scott Ostelhoff, orgyilkos
  - Vörös-Hajú Férfi, orgyilkos
  - az Ősz-Hajú Férfi, orgyilkos (A Cigarettázó Férfi is alkalmazta)
- Számos egyéb tag, akik a forgatókönyvekben sorszámozott „Elder” néven szerepeltek, orvosok, ápolók, egyéb orgyilkosok, …

## Megjelenései
| Harmadik évad - "Az áldást hozó ének" - "A gemkapocs-akció" - "A vonat" - "Félemberek" - "Piper Maru" - "Apokrif iratok" - "Leányka, kelj fel" Negyedik évad - "Minden meghal" - "Tunguzka" - "Tunguzka 2." - "Készülj a halálra" - "Az eltűnt idő" - "A tó titka" - "A kör bezárul" - "Gecsemáné-kert" | Ötödik évad - "Redux" - "Redux 2." - "X páciens" - "A vörös és a fekete" - "Vége" Hatodik évad - "A kezdet" - "S.R. 819" - "Két apa" - "Egy fiú" Film - "X-akták – Szállj harcba a jövő ellen" |

## Külső hivatkozások
- A Szindikátusról A The X-Files Wikin (angol)